# Chunichi Dragons
O Chunichi Dragons é um clube profissional de beisebol sediado em Nagoya, Japão. A equipe disputa a Nippon Professional Baseball.

## História
Foi fundado em 1936 como Nagoya Club.